# ان‌جی‌سی ۴۹۰۷
ان‌جی‌سی ۴۹۰۷ (انگلیسی: NGC 4907) یک کهکشان مارپیچی میله‌ای است که در فاصلهٔ ۲۷۰ میلیون سال نوری از ما در صورت فلکی گیسو قرار دارد.این همچنین به عنوان یک کهکشان منطقه خط انتشار هسته‌ای کم یونیزاسیون (LINER) طبقه‌بندی می‌شود. ان‌جی‌سی ۴۹۰۷ توسط اخترشناس هاینریش لویی داره در ۵ مه ۱۸۶۴ کشف شد. این کهکشان عضوی از خوشه کهکشانی گیسو است که در فاصلهٔ مساوی بین کهکشان‌های ان‌جی‌سی ۴۹۲۸ و ان‌جی‌سی ۴۸۲۹ قرار گرفته است.